# Paranerita peninsulata
Paranerita peninsulata är en fjärilsart som beskrevs av Paul Dognin 1914. Paranerita peninsulata ingår i släktet Paranerita och familjen björnspinnare. Inga underarter finns listade i Catalogue of Life.